# 21924 Alyssaovaitt
21924 Alyssaovaitt este un asteroid din centura principală de asteroizi.

## Descriere
21924 Alyssaovaitt este un asteroid din centura principală de asteroizi. A fost descoperit pe 4 noiembrie 1999 la Socorro, New Mexico, în cadrul proiectului LINEAR. Asteroidul prezintă o orbită caracterizată de o semiaxă mare de 2,54 ua, o excentricitate de 0,07 și o înclinație de 5,1° în raport cu ecliptica.